# Lepsius-XXV-Pyramide
Die Lepsius-XXV-Pyramide ist ein eigentümliches, in Abusir gelegenes Grabmal, das Charakteristiken sowohl von Pyramiden als auch Mastabas aufweist. Es wird von Miroslav Verner als Doppelpyramide bezeichnet.
Das stark zerstörte Bauwerk befindet sich auf dem Pyramidenfeld von Abusir, südlich der Lepsius-XXIV- und der Chentkaus-II.-Pyramiden.

## Erforschung

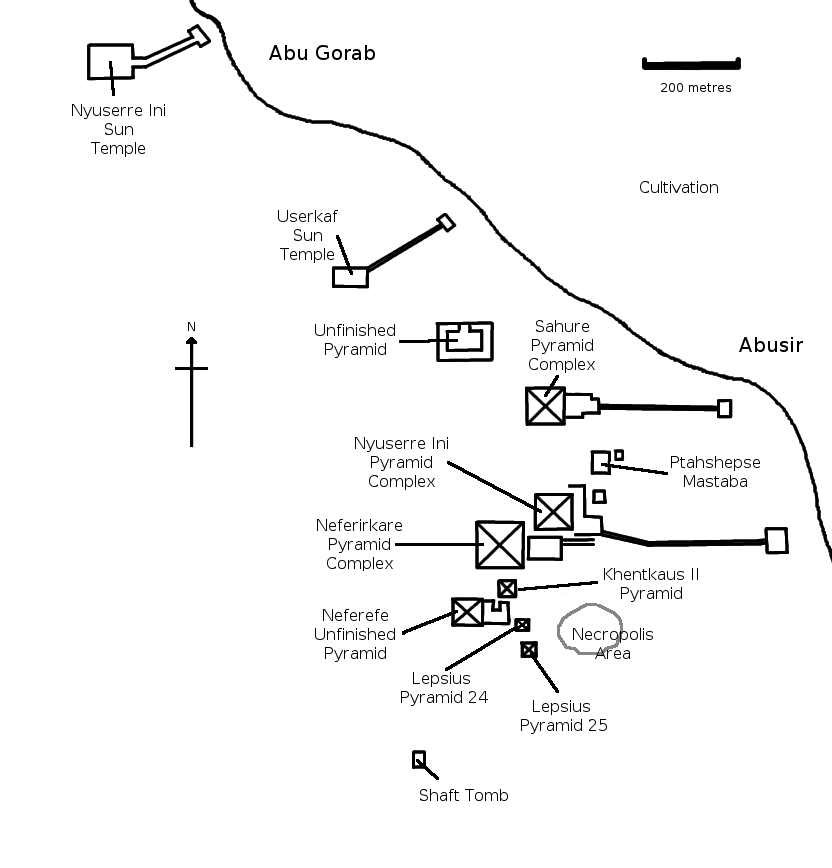
Lage von Lepsius XXV in der Nekropole von Abusir

Auf seiner Ägyptenexpedition in den Jahren 1842 bis 1845 lokalisierte der deutsche Ägyptologe Karl Richard Lepsius eine kleine Pyramidenanlage und versah sie mit der Ordnungsnummer XXV (25) in seiner Pyramidenliste.
Ludwig Borchardt stufte das Bauwerk bei seinen Forschungen 60 Jahre später als Doppelmastaba ein, untersuchte es jedoch nicht näher.
Da über lange Zeit keine intensivere Erforschung erfolgte, wurde das Bauwerk für eine Königinnenpyramide der 5. Dynastie, ähnlich der direkt nördlich gelegenen Lepsius-XXIV-Pyramide gehalten, wobei jedoch die oberflächliche Untersuchung darauf hinzudeuten schien, dass sich der Totentempel ungewöhnlicherweise auf der westlichen Seite befand.
Ein tschechisches Archäologenteam um Miroslav Verner führte von 2001 bis 2004 die erste intensive Untersuchung der Ruine durch, bei der der ungewöhnliche Charakter als „Doppelpyramide“ entdeckt wurde. Beide Teile des Bauwerks haben leicht rechteckige Basisflächen, die in nord-südlicher Richtung orientiert sind, und eine extrem steile Seitenneigung, die eine echte Pyramidenform ausschließt. Im Mauerwerk fanden sich eine relativ große Anzahl an Bauarbeiterinschriften und Markierungen. Unter anderem wurde der Name des Bauwerks entdeckt, der mit „Die beiden (Pyramiden) sind wachsam“ übersetzt werden kann.
Dušan Magdolen stellt die Klassifizierung des Bauwerks als Doppelpyramide in Frage und weist auf die typologische Nähe der Überreste zu einer Mastaba hin.

## Östliches Grab (Lepsius XXV/1)

### Aufbau
Das größere der beiden Gräber hatte die Basismaße 27,70 m × 21,53 m und bestand aus großen Blöcken weißen Kalksteins. Die nur rau bearbeiteten Außenflächen hatten eine Neigung von 78°, was darauf hindeutet, dass das Bauwerk eher einer Mastaba oder einem Pyramidenstumpf ähnelte als einer echten Pyramide. Die Höhe ist nicht mehr feststellbar.

### Substruktur
Der Zugang der Grabkammer erfolgte durch eine absteigende Passage von der Mitte der Nordseite aus. Die Kammer selbst hat die Ausmaße 4,50 m × 2,70 m und ist in nord-südlicher Richtung orientiert. Der Sarkophag befand sich in einer Nische auf der westlichen Kammerseite. Obgleich die Kammer selbst durch Grabräuber stark verwüstet wurde, konnten Überreste einer Bestattung gefunden werden. Sowohl Teile einer weiblichen Leiche als auch Fragmente der dazugehörigen Kanopengefäße aus Kalkstein sowie Grabbeigaben wurden im Schutt der Kammer gefunden.

## Westliches Grab (Lepsius XXV/2)

### Aufbau
Das kleinere, westliche Grab hatte die Basismaße 21,70 m × 15,70 m und ebenfalls eine Neigung von 78°. Damit wies auch dieser Teil vermutlich ein Mastaba- oder Pyramidenstumpfartiges Aussehen auf. Im Gegensatz zum östlichen Grab bestand es aus grob behauenem grauen Kalkstein, der jedoch durch Steinraub bis auf wenige Lagen heute verschwunden ist. Dieses Grab hat offenbar niemals eine Verkleidung aus feinem weißen Kalkstein erhalten. Die Schichtung der Überreste des verbliebenen Mauerwerks zeigt, dass das westliche Grab nach dem östlichen als nachträglicher Bau errichtet wurde.

### Substruktur
Der Unterbau des westlichen Grabs ist weitgehend zerstört. Lediglich der obere Teil des absteigenden Ganges, der ebenfalls von der Mitte der Nordseite herabführt, und das Fundament der Grabkammer sind noch erhalten. Diese Anordnung ist typisch für Pyramiden dieser Epoche. In den Ruinen der Grabkammer fanden sich winzige Überreste von einer Bestattung einer Frau sowie einige Objekte des Bestattungszubehörs.

## Grabkomplex
Die Ausgrabungen konnten nachweisen, dass kein Totentempel im Komplex existierte. Der Bereich, der zuvor irrtümlich für einen solchen gehalten wurde, stellte sich als die Überreste des westlichen Grabs heraus. Allerdings gab es eine Opferkapelle an der östlichen Seite des östlichen Grabes. Diese Kapelle hatte an der südöstlichen Ecke einen Eingang und führte über ein Vestibül zum einzigen Raum. Ein Teil der Decke des Vestibüls blieb erhalten, so dass die Raumhöhe der Kapelle von etwa 5 m bekannt ist. Die Kapelle war ursprünglich mit feinem, weißen Kalkstein verkleidet, der vermutlich undekoriert war. Dieses Material fiel fast vollständig Steinräubern zum Opfer, doch sind die Abdrücke im Boden erhalten, wodurch der Aufbau der Kapelle rekonstruiert werden konnte. In den Kapellenruinen fanden sich sowohl Papyrusfragmente einer Liste von Opfergaben als auch Fragmente einer aus Alabaster hergestellten Frauenstatue.

## Zuordnung
Da keine Inschriften gefunden wurden, die die Namen der Besitzer der Pyramiden überliefert, kann das eigentümliche Bauwerk trotz der intensiven Erforschung bislang nicht exakt eingeordnet werden. Die Vermutung, dass sie während der Regierung des Niuserre erbaut wurden, liegt aufgrund des Fundkontexts nahe, zumal Abusir nach Niuserres Tod als königliche Nekropole aufgegeben wurde. Möglicherweise handelt es sich bei den Bestatteten um Familienmitglieder des Pharaos. Die aneinandergrenzende Bauweise der Gräber deutet auf eine besondere Nähe der bestatteten Personen zueinander hin.